# Grandfresnoy
Grandfresnoy es una comuna francesa situada en el departamento de Oise, en la región de Alta Francia.

## Demografía
| 974 | 989 | 1141 | 1179 | 1338 | 1502 | 1802 |
| Para los censos de 1962 a 1999 la población legal corresponde a la población sin duplicidades (Fuente: INSEE [Consultar]) |     |      |      |      |      |      |